# هوریگوچی ماسومی
هوریگوچی ماسومی (به ژاپنی: 堀口 茉純 ほりぐち ますみ)، متولد ۱۱ ژوئن ۱۹۸۳، بازیگر، شخصیت تلویزیونی در ژاپن، نویسنده و یوتیوبر ژاپنی است. لقب او هوری (ほーりー) و از اهالی توکیو در ژاپن است. او در شرکت گروه آپ-فرانت و جاست پروداکشن ja:メインページ مشغول به کار بوده است.
فارغ‌التحصیل دانشکده ادبیات دانشگاه میجی، رشته مطالعات تئاتر. مؤسسه تحقیقاتی بونگاکوزا است.
در سال ۲۰۰۸ در آزمون تاریخ فرهنگی ادو به عنوان جوانترین عضوی که تا به حال این آزمون را با موفقیت گذرانده است، پذیرفته شد. ضمناً، از ۸۶۱ متقاضی، تنها ۴۱ نفر قبول شدند (میزان قبولی ۵٫۰٪)، که آن را به یک امتحان بسیار دشوار تبدیل می‌کند.

## در مورد فیلم ۱۳ آدم‌کش
هوریگوچی ماسومی نویسنده در زمینهٔ تاریخ دوره ادو می‌نویسد:
هنگام تماشای درام تاریخی، ۱۳ آدمکش، ممکن است این تصور دست دهد که سامورایی‌ها اجازه داشتند بر طبق میل خود آدم بکشند، اما در واقع اینطور نبود. کیریسوته گومن (کشتن به دلیل بی‌احترامی) یک امتیاز سامورایی بود که به آنها اجازه می‌داد در صورت «بی‌احترامی غیرقابل تحمل» به کسی، او را بکشند، اما قوانین سختگیرانه‌ای برای اعمال این حق وجود داشت. اگر فردی که مرتکب قتل شده یا سر بریده بود، یک مقام بلندپایه یا دایمیو بود، می‌توانستند او را ناتوان از پذیرش مسئولیت تلقی کرده و تمامی امتیازات و اموال او را ضبط کنند. دوره ادو زمانی بود که صلح با انطباق دادن سامورایی‌ها حفظ می‌شد. اگر واقعاً اربابی مانند ماتسودایرا ناری‌تسوگو، که در ۱۳ آدمکش به تصویر کشیده شده است، وجود داشت، مطمئناً توسط شوگون‌سالاری یا دست‌نشاندگانش مجبور به بازنشستگی می‌شد.

## آثار
کتاب‌ها:
- «۱۵ توکوگاواها ~کتابی که تاریخ ۱۵ شوگون شوگون‌سالاری توکوگاوا را به‌طور عمیق توضیح می‌دهد~» (۲۴ سپتامبر ۲۰۱۱، شوئیشا) ISBN 4-7942-1847-8
- «۱۷ اوکی‌یو-ئه- هنرمندان ستاره‌ای که مردم ادو را دیوانه کردند» (۲۸ اوت ۲۰۱۳، انتشارات چوکی) ISBN 4-8061-4863-6
- مطالعه عمیق ادو-۱۰۰! صد منظره مشهور ادو اثر هیروشیگه (۹ سپتامبر ۲۰۱۳، شوگاکوکان) ISBN 4-0962-6319-2
- دیوارنگاری شینسنگومی ۱۸۳۴–۱۸۶۸  کوندو ایسامی و همراهانش که در پایان دوره ادو فرار کردند (۱۳ مارس ۲۰۱۵، Jitsugyo no Nihon Sha) ISBN 978-4-408-33527-8
- «ادو شگفت‌انگیز است» (۱۶ سپتامبر ۲۰۱۶، مؤسسه PHP) ISBN 978-4569831916
- «یوشیوارا شگفت‌انگیز است: منطقه سرخ که فرهنگ ادو را پرورش داد» (۱۵ آوریل ۲۰۱۸، مؤسسه PHP) ISBN 978-4569837925
- «کابوکی شگفت‌انگیز است: بازیگران بزرگ ادو و تاریخ تئاتر کشور» (۱۶ مارس ۲۰۱۹، مؤسسه PHP) ISBN 4569831915
- «تاریخ ژاپنِ تکان‌دهنده؟!» (۱۴ مارس ۲۰۲۰، شوئیشا)